# Охочинский, Юрий Владимирович
Ю́рий Влади́мирович Охочи́нский (род. 20 апреля 1958, Бокситогорск) — советский и российский певец, радиоведущий.

## Биография
1975 — поступил в Ленинградский институт театра, музыки и кинематографии на актёрское отделение. По окончании два года работал в рок-театре ансамбля «Поющие гитары», где исполнил главные роли в рок-опере «Фламандская легенда» и мюзикле «Гонки».
1983 год — начинается сольная карьера певца. Первый хит — «Не расстались мы».
1985 год — принимает участие в популярных телевизионных программах «Утренняя почта», «Песня года», «Шире круг».
1993 год — первый сольный концерт в Октябрьском зале. Снимает ТВ-программу «Поёт Юрий Охочинский».
1994 год — принимает участие в открытии и закрытии «Игр Доброй Воли» в Петербурге (суперпроект президента СNN Теда Тёрнера).
1998 год — концертная программа «Романтики джаза» и совместный с Давидом Голощёкиным концерт памяти певца Фрэнка Синатры (Филармония джазовой музыки).
1999 год — ведущий радиошоу «Лорд Байрон» на «Эльдорадио» и «Привет, Артист!» на радио «Петербург». Вручена премия в области культуры и искусства «Люди нашего города» (Санкт-Петербург) — лучший певец года.
2000 год — озвучивание русской версии главной темы в мультфильме «Похождения императора» студии «Walt Disney». В американской версии её исполнял Том Джонс, с которым ещё в 1994 году Юрий познакомился лично.
2002 год — ведущий авторской радиопрограммы «Звёзды падают с неба», которая два раза в неделю выходит на радио «Серебряный дождь».
2003 год — выходит первый озвученный Охочинским фильм, посвящённый главному диктору страны Юрию Левитану (в рамках проекта канала ОРТ «Звёзды эфира» об истории отечественного радио и телевидения).
2009 год — презентация книги певца «Всегда с музыкой в сердце».
2010 год — концерт в одном из лучших клубов Санкт-Петербурга «Джаггер», посвящённый Дню рождения короля рок-н-ролла Элвиса Пресли.
2013 год — исполнение песни My way в Большом Кремлёвском дворце на концерте к  Дню работника органов безопасности России.
Певец строит репертуар на лирических балладах и романтических песнях. Участвует во многочисленных музыкальных телепередачах, концертирует.

## Дискография
- 1992 — дебютный диск-гигант «Вернись, моя любовь»
- 1997 — компакт-диск «Моя любовь»
- 2001 — компакт-диск «Ночь в Венеции»
- 2003 — компакт-диск «Привет, Артист!»
- 2004 — компакт-диск «The Best: Мой бархатный Апрель: 1983—2004»
- 2007 — компакт-диск «Всё для тебя»
- 2013 — компакт-диск «История моей любви». Бомба-Питер
- 2015 — компакт-диск «Одинокий Мечтатель». Бомба-Питер